# Sophronica tibialis
Sophronica tibialis là một loài bọ cánh cứng trong họ Cerambycidae.